# Charles Lennox (2. książę Richmond)
Charles Lennox, 2. książę Richmond i 2. książę Lennox KG, KCB (ur. 18 maja 1701 w Goodwood w Sussex, zm. 8 sierpnia 1750 w Godalming) – brytyjski arystokrata i polityk.

## Życiorys
Jedyny syn Charlesa Lennoksa, 1. księcia Richmond i Lennox (nieślubnego syna Karola II Stuarta), i Anne Brudenell, córki Francisa Brudenalla, lorda Brudenell. Książę interesował się krykietem i popierał rozwój tej dyscypliny sportu. Urodzony w Sussex, tam mieszkał i tam został pochowany. To właśnie w Sussex Richmond założył własną drużynę krykietową, której był kapitanem. Zebrał w niej wielu świetnych graczy i profesjonalnych zawodników, m.in. Thomasa Waymarka, najsłynniejszego krykiecistę pierwszej połowy XVIII wieku.
W 1722 r. został członkiem Izby Gmin z okręgu Chichester. Zasiadał tam do 1724 r. Od 1727 r. był Lordem Bedchamberem króla Jerzego II. W 1735 r. otrzymał urząd Koniuszego Królewskiego. Po śmierci ojca w 1750 r. został 2. księciem Richmond i Lennox oraz zasiadł w Izbie Lordów. Został odznaczony Krzyżem Kawalerskim Orderu Łaźni. Od 1726 r. był kawalerem Orderu Podwiązki.
Podobnie jak ojciec, tak i 2. książę utrzymywał związki z masonerią i wolnomularstwem. W 1724 r., niedługo po powstaniu Wielkiej Loży, został wielkim mistrzem loży masońskiej.
Richmond był jednym z fundatorów londyńskiego Foundling Hospital, który miał zajmować się porzuconymi dziećmi. Książę wraz z małżonką działali w komitecie fundacyjnym i w marcu 1741 r. uczestniczyli w chrzcie i nadaniu imienia pierwszemu dziecku przyjętemu do szpitala.
Był zwolennikiem dynastii hanowerskiej. Podczas jakobickiego powstania na rzecz „Młodszego Pretendenta”, które wybuchło w Szkocji w 1746 r., przyłączył się jako generał-porucznik do tłumiących powstanie wojsk księcia Cumberland i brał udział w bitwie pod Culloden.

## Rodzina
4 grudnia 1719 w Hadze poślubił lady Sarah Cadogan (18 września 1706 – 25 sierpnia 1751), córkę Williama Cadogana, 1. hrabiego Cadogan, i Margaretty Munsters, córki Jacoba Munstersa. Charles i Sarah mieli razem czterech synów i osiem córek:
- Georgiana Carolina Lennox (27 marca 1723 – 24 lipca 1774), żona Henry’ego Foksa, 1. barona Holland
- Charles Lennox (ur. i zm. 3 września 1724)
- Louisa Lennox (1725–1728)
- Anne Lennox (27 maja 1726 – 1727)
- Charles Lennox (9 września – listopad 1730)
- Emilia Mary Lennox (6 października 1731 – 27 marca 1814), żona Jamesa FitzGeralda, 1. księcia Leinster i Williama Ogilviego
- Charles Lennox (22 lutego 1735 – 29 grudnia 1806), 3. książę Richmond i 3. książę Lennox
- George Henry Lennox (29 listopada 1737 – 25 marca 1805), generał
- Margaret Lennox (16 listopada 1739 – 10 stycznia 1741)
- Louisa Augusta Lennox (24 listopada 1743–1821), żona Thomasa Conolly’ego
- Sarah Lennox (14 lutego 1745 – sierpień 1826), żona Charlesa Bunbury’ego, 6. baroneta i George’a Napiera
- Cecily Lennox (20 marca 1750–1769)

W Public Register of All Arms and Bearings in Scotland jest zapisane, że książę miał ze związku z Sarah Howkins nieślubnego syna, Williama, urodzonego w 1747 r.
Książę Richmond zmarł w wieku 49 lat i został pochowany w katedrze w Chichester.